# Jorkyball
El jorkyball es una modalidad deportiva de fútbol 2 contra 2 que se creó en los años 1990 bajo la influencia del fútbol y del squash. Se practica en una pista de 10 m × 5 m de superficie que esta cubierta de césped artificial y las paredes son de metacrilato. Para jugar se necesitan 2 equipos formados por 2 jugadores cada uno; el objetivo del juego es marcar gol en la portería contraria y para eso se pueden utilizar las paredes de la pista.

## Historia
El jorkyball lo inventó Gilles Paniez en 1987 en un garaje de Lyon, Francia. Durante tres años se jugó en una sola pista en Francia y se exportó a Italia en 1990, donde se instalaron más de 100 pistas. Actualmente hay 25 pistas en Francia, 8 en España y 4 en el Reino Unido, para un total de más de 150 pistas en toda Europa (el 60% son indoor y el 40% outdoor).
Actualmente el jorkyball está presente en Francia, Italia, México, Portugal, Inglaterra y ahora España. La Asociación Española de Fútbol Callejero es la que gestiona la competición de 2vs2- Jorky Ball España nació en 2011 y es miembro de la Federación Internacional de Asociaciones de Jorkyball (FIJA), el órgano de gobierno mundial.

## Reglas de juego
- El jorkyball es un deporte la idea fundamental del cual es el espíritu de equipo y el juego limpio (Fair Play).
- El jorkyball es un deporte en el que está prohibido el contacto.
- Se considera falta cualquier contacto, las entradas por detrás, el juego peligroso y todo gesto antideportivo.
- Un partido acaba cuando uno de los 2 equipos gana 3 de 5 sets.
- Cada set, a excepción del 5º, concluye cuando un equipo marca 7 goles.
- Siempre que el 5º set sea necesario, se deberá ganar con 2 goles de diferència (ex: 7-5).

### El defensa
- Es quien realiza el servicio poniendo el balón dentro del área.
- Cada vez que el delantero del mismo equipo saca una falta, debe pegarse a su portería.
- Si saca el contrario, se coloca en su área de servicio.
- No puede pasar la línea central sin balón, si no, será falta contra él.
- No puede llevar el balón más allá de la línea de penalti del contrario, si no, será falta contra él.
- Si bloquea el balón, será falta.
- Puede marcar gol en cualquier momento del partido, ayudándose de las paredes o ayudándose del techo.
- En el siguiente set, pasa obligatoriamente a ser delantero, (no puede cambiarse en el transcurso del set).

### El delantero
- En un servicio de su defensa, se coloca en su área. No puede quedarse con el balón más de 10 segundos, de lo contrario, será falta.
- Es él quien lanza las faltas y penaltis.
- En una falta o penalti del contrario, se colocará pegado a la pared del campo contrario.
- Puede moverse por todos los lados del campo en el área contraria.
- Puede marcar en cualquier momento del partido, ayudándose de las paredes o del techo.
- En el siguiente set, pasa obligatoriamente a ser defensa, (no puede cambiarse en el transcurso del set).